# Seznam Knafljevih štipendistov
Knafljeva ustanova, nemško: Lucas Knaffel'sche Privatstiftung je imenovana po župniku Luki Knaflju, ki je zapustil svoje premoženje za šolanje svojih rojakov. Ustanovljena je bila 6. novembra 1676 na Dunaju in je v več stoletjih svojega delovanja pomagala do univerzitetne izobrazbe okrog 1300 študentom, ki so bili rojeni na Kranjskem.
Do leta 1918 je poimensko znanih 940 štipendistov Knafljeve ustanove, med njimi so mnoga znana slovenska imena, ki so v svojem poznejšem življenju doprinesla opazen delež k slovenski kulturni in politični zgodovini.

## Seznam štipendistov
1676
Mattheuschiz Andreas - Wohiniz Georgius, fil.
1736
Abrenek Blasius - Castellez Augustinus Joannes - Dolinschick Antonius - Furlanus Andreas - Ganthar Laurentius - Jugowitz Leopodus Urbanus - Lamb Johannes - Lashnig Carolus - Marinschitsch Thomas - Rubida Sylvester Johannes - Scamperle Sebastian
1750
Cavallar Andre, pr. - Jacopin Math., pr. - Kautschitsch Joannes, med. - Luschinis Jos., med.
Oblack Math. - Planinnz Joseph, pr.
1785
Maschitz Johann
1786
de Pichlstein Kappus Aloysius, pr., Labacensis - de Pichlstein Kappus Soterus, med., Labacensis - Detmayer Gregorius, med., Morautschensis – Dolliner Thomas, pr., Locopolitanus - Lerck Guido, pr., Labacensis - Nanger Antonius, med., Sitticensis - North Franciscus, med., Krainburgensis - Perko Michael, pr., Goritiensis - Praeshern Andreas, po. - Rasp Franciscus, pr. – Carniolius - Rasp Gregorius, pr. - Stephanschitz Gregorius, pr. - Zankar Josephus, pr., Labacensis - Zergoll Ignatius, pr., Locopolitanus
1788
Kogl Bernard, med.
1789
Hafner Blasius, med, pro doctoratu - Kastelitz Franz, pr. - Schontar Jakob, fil.
1790
Bratasewitz Johann - Legat Blasius - Prepherin Anton - Schwoitel Johann
1791
Peterlin ? - Tragel Johann, med.
1792
Eipel Ignatz - Treber Joseph
1794
Homman Joseph - Nemanitsch Nikolaus - Uhl Anton - Ziegler Franz
1796
Kutjaro Bernhard - Salveder Joannes - Tertschka Johann - Wustlich Ignatius
1798
Antontschitsch Joseph - Floriantschitsch Joseph - Lewitschnig Casparus, pr. - Ramen Martin - Schein Philipus - Sorga Paulus
1799
Gogala Anton - Hefs Joannes - Jenko Josephus - Kallan Anton - Legath Josephus - Novack Franz - Terschiner Franciscus - Steiber Anton - Zweck Joseph
1800
Bastler Franz - Fink Michael - Kunaver Michael - Zennen Felix
1801
Guttman Bernhard - Kissowitz Ignatz - Leskovitz Franz – Mayer Joseph - Oblak Johann, pr. - Tertschka Alois - Truden Jakob
1802
Wurzbach Maximilian, pr.
1803
Debellack Martin, fil.- Frank Andreas - Glessner Matheas, med. - Gluschk Thomas, pr. - Hotschewar Jacobus, pr. - Katraschnig Gregorius - Kukuljewitsch Karol, pr. - Messesneu Antonius, pr.
1804
Fechner Johann - Jaklitsch Joseph - Klementschitsch Caspar - Madelkon Mathias
1805
Katraschnig Bogdan - Planinntz Alois - Rack Mathias - Sentymer Florianus, med.
1806
Kühnel Antonius, fil. - Lipovitz Georg - Ratschetschitsch Andreas- Tschop Martinus - Wolfing Johann
1807
Deschman Valentinus - Kuralt Simeon, pr.
1808
Demscher Franciscus, pr. - Duller Michael, med. - Luschan Lucas, fil.
1809
Kopitar Bartholomäus, fil. - Napreth Andreas, pr. - Roschnig Casparus
1810
Bilavsky Karolus - Boczek Joseph - Dobson Johann - Hayne Josephus - Herman Josephus - Humpel Josephus - Kautschitsch Joannes, fil. - Kienninger Antonius, fil. - Korner Carolus - Ovijatsch Blasius, pr. - Quilmit Antonius, pr. - Wohlgemuth Joannes - Zalner Carolus
1811
Eger Ignatius - Knaffl Karl - Paradaiser Johann - Wolf Ernestus - Zenner Franciscus
1812
Derffel Franciscus - Eger Ignatius - Homman Valentinus - Kuralt Martinus
1813
Hager Joseph
1814
Laurin Johann, med. - Leschan Bartholomäus - Sernütz Johann, pr. - Weber Franz, med.
1815
Dmexter Philip, med.
1816
Kiker Anton, med. - Zhuber Johann, med. - Zoppig Joseph, pr. - Zörrer Georg, med.
1817
Debellack Anton - Galle Bartholomäus - Langer Franz Xaver - Ramusch Joseph - Thominz Mathäus
1818
Barraga Friederich, pr. - Kopatsch Johann, pr. - Mau Mathäus - Orel Joseph, pr. - Rogatsch Johann - Stranzer Franz - Sellack Bartholomäus
1819
Homman Joseph - Kauscheg Joseph - Murnig Franz - Murnig Valentin
1820
Mordax Franz - Teuschel Ignatz
1821
Alborgeti Raimund - Beden Paul, pr. - Dejak Anton - Murgel Erasmus
1822
Egger Franz – Kastellitz Michael, pr. - Laurencig Andreas - Murnig Ferdinand – Preshern Franz, fil.-  Zhuber Anton, med.
1823
Edlauer Franz, pr. – Gollmaier Mathias, pr - Terpinz Johann, med.
1824
Alborgeti Karl, fil. - Hladnig Georg, pr. - Papesch Franz, med. - Traun Jakob, pr.
1825
Andriolli August, med. - Kauzhizh Mathäus, pr. - Novak Franz, med.
1826
Suppantschitsch Ferdinand, pr.
1827
Dollar Primus - Müller Fortunat, med.
1829
Krenn Georg - Napreth Johann, med.
1830
Gerbetz Ludwig, med. - Homman Ignatz, med. - Köstl Franz, med. - Potozhnik Anton, med. - Thoman Johann, pr. – Wurzbach Karl, pr.
1831
Copin Lorenz, med. -. Krischner Johann, pr. - -Luschin Andreas, pr. - Schubizh Joseph, med.
1832
Dolnizhar Martin, med. - Pessiak Michael, pr. - Regnard Joseph, pr. - Schrott Constantin, med.
1833
Brolich Johann, pr. - Grabner Georg, pr. - Schmid Ignatz, med. - Skedl Franz, med.
1834
Gmejc Franz, pr. -Machovitsch Joseph, med. - Strupi Simon, med.
1835
Boschizh Anton, pr. - Levichnik Georg, pr. - Oberster Joseph, med. - Potozhnik Ignatz, pr. - Suppantschitsch Franz, pr. - Suppan Joseph, med.
1836
Maschgon Anton, pr. - Schurga Franz - Zhop Johann, pr.
1837
Hudovernig Victor - Jenko Anton, pr. - Legat Joseph, pr. - Pollack Alois - Preshl Mathäus, pr. - Roth Johann, pr. - Sellach Simon, pr.
1838
Burger Joseph, pr. - Jama Alois, pr. - Lukanz Joseph, pr. - Praprotnik Johann, pr.- Schwentner Karl, pr.
1839
Dollenz Bartholomäus - Jeras Mathias, pr. - Lakes Adolph - Laurizh Michael, pr. - Panian Martin, pr. - Paucher Heinrich, gymnasium - Rebitsch Julius, pr. – Regward Nikolaus, pr. - Skedl Johann, pr. - Trost Franz, pr.
1840
Germ Ignatz, pr. - Racher Karl, pr. - Schurga Joseph, pr.- Zhisman Joseph, pr. - Zöhrer Ferdinand, pr.
1841
von Clesius Edler Julius, pr. - Irticz Johann, pr. - Kersnik Anton, pr. - Koschier Johann, pr. - Sajez Joseph, pr. - Tschernitsch Johann, pr. - Wutscher Johann, pr.
1842
Jeuniker Vincenc, pr. - Persche Joseph, pr. - Pogatschnig Johann, pr. - Tandler Heinrich, pr. - Viditz Karl, pr.
1844
Bartelme Vincenc, pr. - Jenko Valentin, pr. - Mele Johann, pr. - Peharz Fortunat, pr. - Perko Leopold, pr. - Zurkaleg Anton, pr.
1845
Ekel Joseph, fil. - Jenko Georg, pr. - Jentl Joseph, pr. - Knes Joseph,pr. - Petkovsek Augustin, pr. - Pirz Anton, pr. - Raab Friederich, pr. - Smertnik Jakob, pr. - Supan Johann, pr. - Tegitz Franz, pr.
1846
Gariboldi Franz - Huth Franz - Roschnik Anton - Sajz Heinrich - Semraiz Heinrich - Smoley Jakob
1847
Peharz Franz, pr. - Pollack Ferdinand, pr. - Rome Anton, pr.
1850
Achzin Wictor, med. - Golf Martin, pr. - Ivanz Bartholomäus, pr. - Kapler Joseph, med. - Kerschitz Gregor, pr. – Klein Andreas - Kowatsch Wilhelm, med. - Mediz Georg, med. - Mrak Mathias, pr. - Nitsch Felix, pr. - Rajakowitsch Peter, pr. - Sarnik Martin, pr. - Sushnik Caspar, pr.- Tschopp Johann, pr. - Voiska Andreas, pr. - Wernberg Konrad, gymnasium
1851
Bohinz Johann, pr. - Kaucic Valentin, pr. - Preuz Valentin, pr. - Suetiz Lucas, pr.
1853
Kregar Joseph, med.
1854
Čebular Martin, med.
1855
Alic Stephan, pr. - Bric Johann, pr. - von Ehrental Possaner Ernst, pr. - Kočevar Franz, pr. - Kovač Johann, med. - Kozel Mathäus, pr. - Kulavic Andreas, pr. - Majciger Johann, fil. - Pestotnik Johann, med. - Pinter Johann, pr. - Plesko Karl, pr. - Premerstein Franz - Repitsch Johann, fil. - Schmalz Edvard, pr. - Schrey Thomas, fil. - Šubic Simon, fil. - Traun Ludwig, fil. - Velikajne Franz, pr. - Wurner Melchior, fil.
1856
Klemencic Johann - Sorko Franz, pr. - Verk Joseph, pr.
1857
Deu Edward, pr. – Jenko Simon, fil. - Kermauner Valentin, fil. - Mandelc Valentin, fil. - Pirker Heinrich, fil. – Schaus Joseph, fil. - Schemrl Aleksander, pr. - Skubic Anton, fil. – Zarnik Valentin, fil.
1858
Demšar Valentin, pr. - Galle Joseph, pr. - Sirnik Anton, pr. - Strebenc Georg, pr.
1859
Jelenc Anton, pr. - Kutner Franz, pr. - Perne Joseph - Pogačnik Ferdinand, pr. - Poklukar Joseph, pr. - Ulčar Lorenz, pr. - Zupanz Anton, pr.
1860
Deu Edward, pr. - Krasovec Johann, pr.
1861
Jessenko Johann, fil. - Kenda August, pr. - Hinterlechner Franz, pr. - Rehn Aleksander, pr. - Schaschel Felix, pr.
1862
Breinlstein August Curter v., fil. - Domicel Johann, fil. - Hudetz Aleksander, pr. - Kuster Joseph, pr. – Mlakar Johann - Murnik Johann, pr. - Nolli Joseph, pr. - Pečar Michael, fil. - Škrabar Viktor, med.
1863
Kremscher Alois, pr. - Martinak Wilhelm, pr. - Raunicher Raimund, med.
1864
Böhm Ferdinand, med. - Derbič Maksimilian, med. - Eržen Ferdinand, med. - Grčar Adolbert, pr. - Guttman Emil, pr. - Jenko Ludwig, med. – Kljun Johann, pr. - Ogrinz Wilhelm, pr. – Pfeifer Wilhelm, pr. – Ramovš Peter pr. - Sešun Clemens, pr. - Vidrič Lorenz, pr. - Umek Anton, fil. - Zupan Johann, fil.
1865
Bole Martin, fil. - Brezovar Lauth., fil. - Pegam Franz, fil. - Stempihar Johann, pr.
1866
Cegnar Ludwig, pr. - Egger Edward, pr. - Hafner Jakob, fil. - Kosmatsch Albert, fil. - Pogačnik Joseph, fil. - Prešern Gabriel, med. - Prettner August, pr. - Ulrich Ferdinand, pr.
1867
Celestin Franz, fil. - Jenko Franz, fil. - Kolenc Franz, pr. - Päuer Carl, pr. - Pogačnik Johann, pr. - Schanda Michael, pr. - Vencajz Michael, pr.
1868
Glowacky Julius, fil. - Jamnik Thomas, fil. - Merker Ludwig, pr. - Wester August, fil
1869
Artel Anton, fil. - Derganc Anton, fil. - Ferlan Franz, fil. - Ferlin Ignaz, pr. - Heinz Adolph, fil. - Jenčič Ludwig, pr. - Koprivec Anton, pr. Lokar Herman, pr. - Ogrinec Joseph, fil. - Puchler Johann, pr. - Zaplotnik Filip, pr.
1870
Arko Anton, med. - Benigar Johann, fil. – Levec Franc, fil.
1871
Dobida Joseph, pr. - Golia Ludwig, pr. - Kette August, pr. - Kramaric Martin, fil. - Novak Peter, fil. - Premern Joseph, pr. - Rak Amand, med. - Skofic Franz, pr. - Sterger Stanislaus, med. – Suklje Franz, fil.
1872
Borstnik Franz, fil. - Ferjančič Andreas, pr. - Globocnik Viktor, pr. - Gregorin Alois, pr. - Ilc Johann, pr. - Karlin Martin, fil. - Lilek Anton - Ogrinc Joseph, pr. - Pekoli Johann, pr. - Petrič Joseph, pr. - Polec Julius, pr.
1873
Ekl Karl, pr. - Gogala Johann, pr. - Hladnik Anton, fil. - Kavčič Jakob, pr. - Pfefferer Adolf, pr. - Platnar Johann, pr. - Smola Albin, pr. – Tavcar Johann, pr. - Visnikar Franz, pr. - Voncina Johann, pr.
1874
Apich Joseph, fil. - Bartel Anton, fil. – Detela Franz, fil. - Hribar Emil, fil. - Hubad Joseph, fil. - Karlin Joseph, fil. - Lilek Ferdinand, med. - Nemanič Davorin, fil. - Schweiger Franz, pr. - Schwentner Joseph, pr. - Sever Franz, fil. -  Stempihar Valentin, pr. - Susnik Franz, fil. - Škrabar August, fil. - Žagar Nikolaus, fil.
1874/75
Endlicher August, pr. - Hajek Franz, pr. – Kos Franc, fil. - Levec Anton, pr. - Markelj Johann, fil. - Stajer Franz, pr. - Verhovec Johann, fil.
1875/76
Anzicek Ferdinand - Benedikt Joseph, fil. - Gregorič Vinzenz, med - Jekovec Johann, pr. - Jost Ludwig, pr. - Kohs Franz, fil. - Lah Richard, pr. - Lapajne Stephan, pr. - Logar Andreas, fil. - Mulej Martin, fil. - Oresnik Johan, fil.- Rohrmann Joseph, fil. - Schega Johann, pr. - Sekula Franz, pr. - Urbas Adolf, pr. - Werk Friederich, fil.
1876/77
Jan Johann, pr. - Jost Joseph, pr. - Kobal Mathias, pr. - Lenarčič Anton, pr. - Rekar Simon, fil. - Roth Leopold Ritter v., pr. - Rozman Lorenz, fil. - Sicherl Johann, fil. - Starič Joseph, pr. - Trobec Mathias, pr. - Zamida Mathias, fil. - Zor Ignatz, pr.
1877/78
Forsek Johann - Frankovic Heinrich - Gantar Gregor, pr. - Hostnik Martin, fil. - Jarc Jakob - Jenko Josef, fil. - Mrak Johann - Nemanič Johann, fil. - Novak Josef, fil. - Novak Franz, fil. - Rizzoli Emil - Semen Albin
1878/79
Bucar Julius, pr. - Jakse Franz, pr. - Klein Anton, pr. - Kobler Franz, pr. - Macher Johann, fil. - Rihar Josef, pr. - Sehsek Johann, pr. - Tavcar Alois, fil. - Trtnik Johann, fil. - Volcic Edward, pr.
1879/80
Brenze Mathias, pr. - Črnivec Anton, fil. - Dolinsek Blasius, pr. - Kopac Andreas, fil. - Luschin Paul Ritter v., pr. - Majaron Danijel, pr. - Masek Joseph, pr. - Skofic Josef, pr. - Šolar Josef, pr
1880/81
Avsenik Johann, fil. - Glowacki Felix, fil. - Kavcnik Johann, pr. - Kokalj Michael, pr. - Lauter Hans, pr. - Mikus Anton, fil. - Praprotnik Franz, pr. - Pretnar Mathias, pr. - Skorcic Josef, pr. - Stritof Anton, fil.
1881/82
Dereani Julius, med. - Grebenc Karl, pr. - Hudnik Mathias, pr. - Kosak August, pr. - Lončar Johann, pr. - Mahkovec Anton, pr. - Mally Hugo, med. - Pirnat Johann, pr. - Prevec Alois, pr. - Rahne Johann, pr. - Rucigaj Johann, pr. - Sluga Albin, fil. - Šušteršič Abdon, pr. - Vidmar Johann, fil.
1882/83
Bilc Anton, pr. - Globocnik Johann, pr. - Gruden Johann, pr. - Marouth Johann, med. - Kremensek Johann, pr. - Ogrinz Albin, pr. - Pogačnik Johann, pr. - Pollack Joseph, pr. - Rohrmann Rudolf, pr. – Šusteršič Johann, pr. – Tuma Heinrich, pr.
1883/84
Homann Alois, pr. - Kržišnik Josef, pr. - Kuhar Andreas, pr. - Ponebšek Johann, pr. - Rosina Franz, pr. - Roznik Moriz, med. - Rupnik Johann, fil. - Triller Karl, pr. - Vidic Jakob, pr. - Vilfan Johann, pr. - Vouk Jakob, pr.
1884/85
Barle Josef, pr. - Bohinec Adolf, pr. - Bonač Franz, pr. - Czernik Alois, pr. - Hafner Mathäus, pr. - Markic Michael, fil. - Moravec Gustav, med. - Prevc Franc, pr. - Samotorcan Josef, pr. - Tekavcic Franz, pr.
1885/86
Fajfar Georg, pr. - Guzel Franz, pr. - Janežič Conrad, pr. - Kržišnik Josef, fil. - Peterlin Franc, pr. - Sturm Heinrich, pr.
1886/87
Guzelj Johann, pr. - Kuralt Franz, pr. - Logar Max, pr. - Papež Otto, pr. - Vidmar Franz, pr. - Zakrajšček Karl, med. - Zhuber v. Okrog Franz, med. (mesečno 10 fl)
1887/88
Böhm Ludwig, fil. - Debevc Josef, fil. - Furlan Josef, pr. - Jerovec Paul, pr. - Kostanjevec Maximilian, pr. - Košenina Peter, med. - Streker Johann, pr.
1888/89
Cegnar Josef, pr. - Jagodic Franz, pr. - Kogoj Franz, med. - Mayr August, med. - Peterlin Anton, fil. - Premrov Johann, med. - Schitnik Franz, pr. - Schweitzer Wilhelm, pr. - Seliskar Alois, pr. - Streicher Johann, pr. - Sturm Paul, pr. - Zebre Alois, pr. - Zupanc Viktor, pr.
1889/90
Böhm Ferdinand, med. - Furlan Anton, pr. - Golob Rudolf, pr. - Janežič Anton, pr. - Kostanjevec Maximilian, pr. - Mrace Mathias, pr. – Oblak Augustin, pr. - Svigelj Anton, pr. - Podpecnik Anton, med. - Zotmann Karl, pr.
1890/91
Ambrožič Edwin, pr. - Brejc Johann, pr. - Jerala Franz, pr. - Kremžar Anton, pr. - Kržišnik Josef, fil. - Majdic Leopold, med. - Mantuani Josef, fil. - Malezic Josef, med. - Megusar Albin, pr. - Mejac Anton, pr. - Miklavčič Franz, pr. - Murnik Jakob, med. - Pegan Alois, pr. - Pezdirec Anton, fil. - Rupnik Johann, pr. - Schweiger Karl, pr. - Tkac Jaroslav, fil. - Toporis Johann, pr. Zenner Josef, med.
1891/92
Hudovernik Paul, pr. - Lavrin Josef, pr. - Korenčan Andreas, med. - Milohnoja Johann, pr. - Prosenc Franz, fil. - Turšič Johann, med. - Vasic Viktor, med.
1892/93
Benedik Johann, med. - Geiger Karl, pr. - Kusar Valentin, fil. - Maselj Johann, fil. - Starec Johann, pr.
1893/94
Bleiweis Peter, pr. - Bernik Johann, fil. – Govekar Franz, med. - Jančar Ferdinand, fil. - Lavrič Anton, pr. - Milavec Johann, med. - Mladič Anton, pr. - Zilich Josef, fil. - Zupanec Johann, fil.
1894/95
Flerin Valentin, pr. - Kogoj Jakob, pr. - Papež N. Anton, fil. - Plehan Johann, fil. – Plemelj Joseph, fil. - Požar Josef, pr. - Regen Johann, fil. - Tomšič Theodor - Valjavec Paul, pr. - Zupan Anton, fil. - Zupančič Jakob, fil.
1895/96
Beuk Stanislaus, fil. - Geiger Karl, pr. - Kosnik Johann, fil. - Kovatsch Karl, pr. - Kozina Georg, pr. - Muhiz Franz, pr. - Rajakowitsch Hans, fil. - Reisner Josef, fil. - Stupica Franz, pr. - Zun Valentin, pr. - Vrancic Ivan, pr.- Zupan Johann, pr.
1896/97
Dernovšek Karel, pr. - Dolšak Franz, med. - Komatar Franz, fil. - Mesar Alois, pr. – Nachtigal Raymund, fil. - Nagode Anton, pr. - Pavliček Viktor, pr. - Stojc Josef, med.
1897/98
Andres Josef, pr. - Juvančič Friederich, pr. - Merhar Johann, fil. - Vodnik Heinrich, fil.
1898/99
Bakovnik Johann, pr. - Brezič Franz, pr. - Hubad Johann, med. - Ogrinz Johann, med. - Rus Moritz, med. - Jan Jakob, pr. - Jerovšek Leopold, pr. – Jesenko Franz, fil. - Kimovec Johann, pr.  -Petrič Jozef, fil. – Prijatelj Ivan, fil. - Schubert Friederich, pr. - Sinkovec Johann, pr. – Zupančič Otto, fil.
1899/00
Avsec Anton, pr. - Derganc Franz, med. - Jerala Franz, pr. - Kepec Johann, fil. - Skaberne Paul, pr. - Šajn Josef, pr. - Zaveršnik Hubert, pr.
1900/01
Capuder Karl, fil. - Češark Albin - Kobal Rudolf, med. - Puc Dominik, pr. – Samec Max, fil. - Sešek Franz, pr. - Šarabon Vincenc, fil. - Žirovnik Janko
1901/02
Ažbe Johann, fil. - Grošelj Paul, fil. - Kozina Paul, fil. - Kralj Franz, fil. - Kuhelj Karl, pr. - Lavrenčič Mathias, pr. - Pirc Mathias, fil. - Podboj Franz, pr. - Sever Max, fil. - Steska Heinrich, pr. - Verčon Johann, med.
1902/03
Kerč Johann, fil. - Klobčič Ludwig, pr. - Kreč Johann, fil. - Krešnik Johann, pr. – Smrekar Heinrich, pr. - Sodnik Alois, fil. - Tavzes Franz, pr. - Verbič Franz, fil.
1904/05
Derč Vladislav, pr. - Frankheim Fettich Otto, fil. - Kobal Johann, pr. - Matjašič Rudolf, fil. - Mencej Joseph, fil. - Plautz Oskar, pr. - Režek Johann, pr. - Sabothy Beno, pr. - Schweiger Joseph, fil. - Walsegger Wolfgang, med.
1905/06
Božič Gottfried, fil. - Cerk Josef, fil. - Čadež Franz, fil. - Deu Friederich, pr. - Dolenec Johann, fil. - Drnovšek Ivan, fil. - Ogrin Franz, pr. - Paternoster Viktor, fil. - Pavlič Franz, pr. - Smola Albin, pr. - Tomažič Ferdinand, pr.
1906/07
Bajuk Markus, fil. - Barle Gustav, pr. – Bradač Franz, fil. - Cimperman Ludwig, fil. - Ferjan Franz, fil. - Hubad Josef, pr. - Likar Johann, pr. - Luznar Jakob, pr. - Mrak Anton, pr. - Olip Janko, pr. - Osana Josef, fil. - Praznik Janko, med. - Prebil Andreas, fil. - Prijatelj Karl, fil. - Trojanšek Avgust, pr. - Vasič Ivan, pr. - Zidar Franz, fil.
1907/08
Berce Josef, fil. - Burger Anton, fil. - Ivanetič Franz, pr. - Jerman Jakob, pr. - Kavčič Franz, med. - Luzar Josef, med. - Mikolič Jakob, pr. - Močnik Ernest, pr. - Novak Franz, fil. - Pikuš Johann, pr. - Spiller Franz, pr. - Tomec Ernest, fil.
1908/09
Boštjančič Leopold, pr. - Černič Mirko, med. - Ekerth Vincenc, fil. - Kandare Albin, pr. - Kobal Alois, pr. - Lazar Franz, pr. - Murgel Erwin, med. - Schott Emil, pr. - Sodnik Anton, pr. – Stelle Franz, fil.
1909/10
Bassaj Jakob, med. - Cepuder Josef, pr. - Gogala Johann, pr. - Gruden Ivan, fil. - Jamar Anton, med. - Jese Leopold, med. - Jeuniker Wilhelm, pr. - Justin Mathäus, med. - Krec Vladimir, pr. - Majerle Johann, pr. - Masic Stanislaus, pr. - Mazovec Ivan, fil. - Natlačen Marko, pr. - Perz Franc, fil. - Silc Jakob, fil. - Schrey Franz, fil. - Thoman Felix, med. - Vidic Janko, pr. - Virant Franc, med.
1910/11
Gmeiner Rudolf, pr. - Golia Adolf, pr. - Groznik Anton, pr. - Jež Franz, pr. - Krisch Richard, pr. - Mohorič Jakob, pr. - Perne Ivan, pr. - Smolej Lothar, pr. - Stiller Josef, pr. - Sušnik Lorenz, fil.
1911/12
Andolsek Johann, fil. - Dolinar Josef, pr. - Donner Rudolf, pr. - Kuhelj Friderich - Leskovec Johann, pr. - Murgel Julius, med. - Ruprecht Stanislaus, med. - Schorn Josef, fil. - Vidmar Karl, med.
1912/13
Alič Franz, fil. - Ambrožič Mathias, med. - Basaj Josef, pr. - Bogataj Lorenz, pr. - Breznik Paul, fil. - Kaiserberger Leo, pr. - Kambič Michael, pr. - Koder Anton, med. - Kržan Franz, pr. - Lavrič Josef, pr. - Lokar Franz, pr. - Luschizky Karl, med. - Matjašič Maurilius, med. - Oražem Johann, med. -  Peršin Alexius, pr. - Petrič Maximilian, pr. – Prijatelj Ivan, fil. - Rus Josef, fil. - Schweiger Stanislaus, pr. - Trtnik Albert, med. - Zobec Johann, pr. - Železnik Franz, pr.
1913/14
Gaber Franz, pr. - Högler Franz, med. - Kapus Franz, fil. - Lapajne Stanislaus, pr. - Maršič Franz, pr. – Melik Anton, fil. - Požlep Franz, fil. - Slibar Johann, pr. - Skubic Stephan, pr. - Zupan Franz, med.
1914/15
Aljančič Ernst - Bamberg Robert - Brežnik Viktor - Gosar Andreas - Kmetic Jakob – Koblar Franz - Kranjec Silvester - Krauland Georg - Marincek Anton - Pfeifer Cyril - Plot Michael - Reven Raimund - Schrey Amon - Skala Leo - Smola Josef - Springer Gottfried - Svetelj Blasius - Vrhunec Vincenc
1915/16
Černe Ivan, med. - del Mestri, Victoria Gräffin, fil. - Dolenc Vladimir, med. - Golob Konstanz, pr. - Jereb Peter, pr. - Krajšek Anton, pr. - Lapajne Vladimir, fil. - Petrič Franz, pr. - Pintar Anton, pr. - Schiffrer Stanislaus - Schiller Ignatz, pr. - Stanovnik Johann, pr. - Šimec Amalie, med. - Zupin Ludwig, pr. - Žužek Bogdan, pr.
1916/17
Čehun Franz - Čenčič Jakob - Gregorc Albin - Kropivnik Rudolf, fil. - Likar Stanislaus - Počkaj Jakob - Požlep Anton - Theuerschuh Konrad - Turk Alois - Turk Josef - Zontar Josef, pr.
1917/18 
Autzinger Ludwig, fil. - Čoš Franz, pr. - Hedbauny Jaroslav, fil. - Klitzner Anton - Lipovšek Franz, pr. - Mate August, pr. - Mrak Johann, med. - Petkovšek Stanislaus, fil. - Schnabert Anton, med. - Stirn Justina, med.
1918
Balon Josef, fil. - Bezlaj Vladimir, pr. - Ebner Hedwig, fil. - Jungbauer Otto - Lorenzoni Oskar, fil.
1918/19
Benesch Otto - Knaffl - Saltzer - Zwanger